# Rozłęka
Rozłęka (kaszb. Rozłãka, niem. Planheide) – osada w Polsce położona w województwie pomorskim, w powiecie słupskim, w gminie Kobylnica na Równinie Słupskiej.
W latach 1975–1998 miejscowość administracyjnie należała do województwa słupskiego.

## Nazwa
Nazwa miejscowości jest tzw. chrztem nazewniczym i ma charakter pseudotopograficzny-metaforyczny. Pochodzi od nazwy pospolitej rozłąka w znaczeniu „odległe miejsce”. Pierwotna niemiecka nazwa Planheide ma charakter topograficzny i jest złożeniem dwóch członów-nazw pospolitych: Plan „porośnięta równina, murawa” i Heide „puszcza”.
Rada Języka Kaszubskiego proponuje opartą na polskiej kaszubską formę nazwy Rozłãka.